# Bryconaethiops
Bryconaethiops (= „afrikanischer Brycon“), deutsch Fadensalmler, ist eine Fischgattung aus der Familie der Afrikanischen Salmler (Alestidae). Die fünf Arten der Familie leben in Süßgewässern des zentralen, tropischen Afrika.

## Merkmale
Bryconaethiops-Arten besitzen einen gestreckten, seitlich abgeflachten, silbrigen Körper und werden 7,2 bis 25 cm lang. Diagnostisches Merkmal der Gattung sind drei Zahnreihen auf der Prämaxillare, ein Merkmal das bei keiner anderen Alestiden-Gattung vorkommt. Die inneren Prämaxillarzähne sind mehr oder weniger mahlzahnartig. Das Auge der Fische ist durch ein gut entwickeltes Fettlid geschützt. Der Rückenflossenansatz liegt immer deutlich vor dem der Afterflosse. Bei allen Arten findet sich ein deutlicher Geschlechtsdimorphismus in Form einer unterschiedlich ausgeprägten Afterflosse. Bei den Männchen können auch die ersten Rückenflossenstrahlen filamentartig verlängert sein, weshalb sie im Deutschen auch als „Fadensalmler“ bezeichnet werden.

## Lebensraum und Lebensweise
Bryconaethiops-Arten leben als Schwarmfische in Seen und Flüssen des zentralen Afrikas vom Nigerdelta über Niederguinea und das Kongobecken bis nach Tansania.

## Arten
Insgesamt gehören fünf Arten zu der Gattung Bryconaethiops.
- Boulengers Fadensalmler (Bryconaethiops boulengeri Pellegrin, 1900)
- Bryconaethiops macrops Boulenger, 1920
- Bryconaethiops microstoma (Günther, 1873)
- Bryconaethiops quinquesquamae (Teugels & Thys van den Audenaerde, 1990)
- Bryconaethiops yseuxi (Boulenger, 1899)